# Ceratizit-WNT Pro Cycling Team/Saison 2021
Diese Liste beschreibt die Mannschaft und die Siege des Radsportteams Ceratizit-WNT Pro Cycling in der Saison 2021.

## Mannschaft
| Teamkader 2021                            | Teamkader 2021    | Teamkader 2021         | Teamkader 2021                 |
| Name                                      | Geburtsdatum      | Land                   | Vorheriges Team                |
| ----------------------------------------- | ----------------- | ---------------------- | ------------------------------ |
| Laura Asencio                             | 14. Mai 1998      | Frankreich             | DN Auvergne-Rhône Alpes (2018) |
| Elizabeth Banks                           | 7. November 1990  | Vereinigtes Königreich | Paule Ka (2020)                |
| Franziska Brauße                          | 20. November 1998 | Deutschland            |                                |
| Lisa Brennauer                            | 8. Juni 1988      | Deutschland            | Wiggle High5 (2018)            |
| Maria Giulia Confalonieri                 | 30. März 1993     | Italien                | Valcar Cylance (2019)          |
| Kathrin Hammes                            | 9. Januar 1989    | Deutschland            | Trek-Drops (2018)              |
| Lotta Henttala                            | 28. Juni 1989     | Finnland               | Trek-Segafredo (2020)          |
| Marta Lach                                | 26. Mai 1997      | Polen                  | CCC-Liv (2020)                 |
| Julie Leth                                | 13. Juli 1992     | Dänemark               | Bigla (2019)                   |
| Erica Magnaldi                            | 24. August 1992   | Italien                | Bepink (2018)                  |
| Sarah Rijkes                              | 2. April 1991     | Österreich             | Experza-Footlogix (2018)       |
| Lea Lin Teutenberg                        | 2. Juli 1999      | Deutschland            |                                |
| Lara Vieceli                              | 16. Juli 1993     | Italien                | Astana Women's Team (2018)     |
| Kirsten Wild                              | 15. Oktober 1982  | Niederlande            | Wiggle High5 (2018)            |
|                                           |                   |                        |                                |
| Quellen: ProCyclingStats Cycling Archives |                   |                        |                                |

## Siege
| Siege    | Siege                                                                    | Siege       | Siege  | Siege          | Siege |
| Datum    | Rennen                                                                   | Staat       | Klasse | Siegerin       |       |
| -------- | ------------------------------------------------------------------------ | ----------- | ------ | -------------- | ----- |
| 19. Jun. | Deutsche Meisterschaften im Straßenradsport, Einzelzeitfahren der Frauen | Deutschland | CN     | Lisa Brennauer |       |
| 20. Jun. | Deutsche Meisterschaften im Straßenradsport, Straßenrennen der Frauen    | Deutschland | CN     | Lisa Brennauer |       |
| 15. Aug. | La Picto-Charentaise                                                     | Frankreich  | 1.2    | Marta Lach     |       |

## UCI-Weltranglisten-Platzierungen
| UCI-Ranking | UCI-Ranking               | UCI-Ranking | UCI-Ranking |
| Fahrerin    | Fahrerin                  | Land        | Punkte      |
| ----------- | ------------------------- | ----------- | ----------- |
| 10.         | Lisa Brennauer            | Deutschland | 1969 P.     |
| 56.         | Erica Magnaldi            | Italien     | 465 P.      |
| 67.         | Maria Giulia Confalonieri | Italien     | 406 P.      |
| 127.        | Marta Lach                | Polen       | 171 P.      |
| 154.        | Kirsten Wild              | Niederlande | 143 P.      |
| 172.        | Kathrin Hammes            | Deutschland | 126 P.      |
| 175.        | Julie Leth                | Dänemark    | 124 P.      |
| 297.        | Sarah Rijkes              | Österreich  | 68 P.       |
| 561.        | Laura Asencio             | Frankreich  | 25 P.       |
| 758.        | Lara Vieceli              | Italien     | 10 P.       |
| 867.        | Franziska Brauße          | Deutschland | 5 P.        |